# L'antro funesto
L'antro funesto è un film muto italiano del 1913 diretto  da Sandro Camasio.